# デレク・トレント
デレク・トレント（英語: Derek Trent, 1980年3月12日 - ）は、アメリカ合衆国テネシー州ノックスビル出身の男性フィギュアスケート選手。国際スケート連盟主催の競技会で4回転スローサルコウジャンプを成功させた最初の選手。パートナーはティファニー・ヴァイスなど。

## 経歴
テネシー州のノックスビルに生まれ8歳からスケートを始めた。ノービス時代はアイスダンス選手として活動。その後、男子シングル選手として活動をし、ジュニアクラスになってからイリーナ・ボロビエワに師事し、ペアスケーティングに転向した異色の経歴を持つ。ジュニア時代にはケイティー・ガドコウスキーやステイシー・ペンスゲンらとのペアを組んでいたが、2003年よりティファニー・ヴァイスとペアを結成した。なお、このペアはスピンおよびジャンプがヴァイスは時計回り、トレントは反時計回りという珍しいペアでもある。2005-2006シーズン、カールシェーファーメモリアルで3位。2006年全米選手権で6位となり、翌2006-2007シーズンよりISUグランプリシリーズに参戦を果たした。
2007-2008シーズン、エリック・ボンパール杯のフリースケーティングで4回転スローサルコウジャンプを世界で初めて成功させた。結果は4位。2008年全米選手権で自己最高位の4位となり、四大陸選手権代表に初選出されたが、2008年四大陸選手権では精彩を欠き8位に留まった。
2008-2009シーズンの全米選手権をもって競技引退した。

## 主な戦績
- 戦績はティファニー・ヴァイスと組んで以降。

| 大会/年            | 2003-04 | 2004-05 | 2005-06 | 2006-07 | 2007-08 | 2008-09 |
| ------------------ | ------- | ------- | ------- | ------- | ------- | ------- |
| 四大陸選手権       |         |         |         |         | 8       |         |
| 全米選手権         | 13      | 9       | 6       | 5       | 4       | 8       |
| GPエリック杯       |         |         |         |         | 4       | 5       |
| GPスケートカナダ   |         |         |         | 5       | 5       | 5       |
| GPスケートアメリカ |         |         |         | 6       |         |         |
| ネーベルホルン杯   |         |         |         |         | 5       |         |
| シェーファー記念   |         |         | 3       |         |         |         |
| ゴールデンスピン   | 3       |         |         |         |         |         |

### 詳細
| 2008-2009 シーズン       |                                                      |         |         |          |
| 開催日                   | 大会名                                               | SP      | FS      | 結果     |
| 2009年1月18日 - 25日     | 全米フィギュアスケート選手権（クリーブランド）       | 8 51.16 | 7 97.75 | 8 148.91 |
| 2008年11月14日 - 16日    | ISUグランプリシリーズ エリック・ボンパール杯（パリ） | 6 46.48 | 4 93.52 | 5 140.00 |
| 2008年10月31日 - 11月2日 | ISUグランプリシリーズ スケートカナダ（オタワ）       | 4 53.94 | 5 94.58 | 5 148.52 |

| 2007-2008 シーズン    |                                                        |         |          |          |
| 開催日                | 大会名                                                 | SP      | FS       | 結果     |
| 2008年2月11日 - 17日  | 2008年四大陸フィギュアスケート選手権（高陽）           | 8 45.82 | 8 88.59  | 8 134.41 |
| 2008年1月20日 - 27日  | 全米フィギュアスケート選手権（セントポール）           | 5 53.97 | 4 107.23 | 4 161.20 |
| 2007年11月16日 - 18日 | ISUグランプリシリーズ エリック・ボンパール杯（パリ）   | 4 56.06 | 3 109.70 | 4 165.76 |
| 2007年11月1日 - 4日   | ISUグランプリシリーズ スケートカナダ（ケベックシティ） | 6 51.26 | 5 96.26  | 5 147.52 |
| 2007年9月27日 - 29日  | 2007年ネーベルホルン杯（オーベルストドルフ）           | 5 44.68 | 6 76.34  | 5 121.02 |

| 2006-2007 シーズン    |                                                          |         |          |          |
| 開催日                | 大会名                                                   | SP      | FS       | 結果     |
| 2007年1月21日 - 28日  | 全米フィギュアスケート選手権（スポケーン）               | 4 58.44 | 6 97.02  | 5 155.46 |
| 2006年11月2日 - 5日   | ISUグランプリシリーズ スケートカナダ（ビクトリア）       | 5 49.50 | 5 100.96 | 5 150.46 |
| 2006年10月26日 - 29日 | ISUグランプリシリーズ スケートアメリカ（ハートフォード） | 7 46.86 | 6 84.33  | 6 131.19 |

| 2005-2006 シーズン    |                                                |         |         |          |
| 開催日                | 大会名                                         | SP      | FS      | 結果     |
| 2006年1月7日 - 15日   | 全米フィギュアスケート選手権（セントルイス）   | 5 54.71 | 7 99.07 | 6 153.78 |
| 2005年10月12日 - 16日 | 2005年カールシェーファーメモリアル（ウィーン） | 3 46.27 | 2 92.02 | 3 138.29 |

| 2003-2004 シーズン    |                                    |    |    |      |
| 開催日                | 大会名                             | SP | FS | 結果 |
| 2003年11月11日 - 15日 | 2003年ゴールデンスピン（ザグレブ） | 4  | 3  | 3    |

## プログラム使用曲
| シーズン  | SP                                                  | FS                                                    |
| --------- | --------------------------------------------------- | ----------------------------------------------------- |
| 2008-2009 | Sweet Remembrance of You 作曲：ウィリアム・ジョセフ | Heroes + Return with Honor 作曲：ウィリアム・ジョセフ |